# Johann Friedrich Blüher
Johann Friedrich Blüher (russisch Иоганн Фридрих Блюэр; * 1674 in Schneeberg; † nach 1731) war ein sächsisch-russischer Bergbauingenieur.

## Leben
Blüher war das 5. Kind des sächsischen Steuerinspektors Johannes Blüher in Schneeberg. Er studierte an der Bergakademie Freiberg und wurde Bergmeister.
Aufgrund der russischen Anwerbeaktion 1699 in Sachsen trat Blüher als Erz-Probierer 1700 in den Dienst des russischen Amts für Erzangelegenheiten. Bei Kaluga fand er Schwefelkies- und Alaun-Lagerstätteen. 1701 wurde er mit Iwan Fjodorowitsch Patruschew zur Anwerbung von Bergbaufachleuten nach Sachsen geschickt, worauf er im September desselben Jahres mit 8 Bergbaufachleuten zurückkehrte, darunter Wolf Martin Zimmermann. Er förderte auch weiterhin die Anwerbung von Bergbaufachleuten aus Sachsen für den Ural.
Im Februar 1702 schickte Peter I., der mit der Bergbauentwicklung im Norden Russlands unzufrieden war, eine von Patruschew geleitete Prospektionsexpedition in das Onegasee-Gebiet, um nach Silber- und Kupfererzen zu suchen. Der Kaufmann Heinrich Butenandt von Rosenbusch hatte dort fünf kleine Eisenhütten errichtet, von denen vier noch in Betrieb waren und 1703 vom russischen Staat übernommen wurden. Zur Expedition gehörten der Schreiber Iwan Golowatschew, die Probierer Blüher und Johann Zecharius, der Schmelzer Zimmermann, der Steiger Georg Schmieden, 4 Bergleute, 2 Dolmetscher und 4 Lehrlinge. Bald fand Blüher bei Olonez Kupfererze. Noch im selben Jahr wurden dort Schmelzöfen errichtet und in geringem Maße mit Unterbrechungen bis 1706 betrieben.
Auch sollten von der Expedition Orte für den Bau neuer Eisenhütten bestimmt werden. Gewählt wurde von Blüher die Mündung der Lossossinka in den Onegasee, wo es Eisenerz, viel Wald und Wasser für den Betrieb von Wasserrädern gab. Die Leitung des Baus der neuen Eisenhütte war Alexander Menschikow übertragen worden, während die Leitung vor Ort der Kommandant der Festung Olonez Iwan Jakowlew übernahm. Bereits im Juli 1703 begann der Bergbauingenieur Jakow Wlassow mit den Bauarbeiten für die neuen Eisenhütte, die das Petrowski-Gusseisen-Kanonen-Werk und Keimzelle der Stadt Petrosawodsk wurde. Im Januar 1704 wurde die erste Kanone gegossen und Ende Mai bereits 60 Kanonen.
Die nächsten Jahre verbrachte Blüher im Ural. 1704 fand er bei Solikamsk verwahrloste Bergwerke vor. 1705 untersuchte er Erz-Lagerstätten in den Ujesds Kungur, Werchoturje und Tobolsk und hielt sich in der Uktus-Eisenhütte auf, dem ersten Hüttenwerk des späteren Jekaterinburgs.
In den Jahren 1710–1712 legte Blüher dem Amt für Erzangelegenheiten und dem Senat wiederholt Empfehlungen für den Aufbau einer Bergbauverwaltung auf kollegialer Grundlage vor. 1712 legte er Peter I. persönlich ein Memorandum vor mit dem Vorschlag, anstelle des aufgelösten Amts für Erzangelegenheiten ein Bergkollegium einzurichten als kompetentes zentrales Organ für die Verwaltung der Bergbauangelegenheiten, um diese nicht den Gouvernementsämtern zu überlassen. 1713 war er wieder im Ural und inspizierte das Schilowski-Eisenerzbergwerk beim späteren Jekaterinburg. 1715 führte er Untersuchungen im Gouvernement Astrachan durch. 1716 wurde er in den Kaukasus zu den Erzfeldern geschickt. Da Peter I. die Ergebnisse ungenügend fand und ungenügenden Eifer vermutete, schickte er Blüher nun mit einer kontrollierenden Begleitperson wieder los. 1719 plante Blüher eine erneute Reise nach Olonez, um Personal für die Kungur-Hütte anzuwerben.
Aus Blühers Memorandum wurden 1719 einzelne Punkte unverändert in den Ukas zur Gründung des Bergkollegiums übernommen, das mit Unterbrechungen bis 1811 existierte, als das Departement für Berg- und Salzangelegenheiten eingerichtet wurde.
Blüher war 1720–1725 2. Mitglied der Kanzlei für Bergangelegenheiten im Rang eines Bergmeisters. Im März 1720 wurde er zusammen mit dem Artillerie-Kapitan-Porutschik Wassili Tatischtschew in den Ural geschickt, um an geeigneten Orten Berg- und Hüttenwerke zu bauen. Zu Blühers Gruppe gehörten der Bergschreiber Patruschew, Johann Berglin und A. P. Kapatschew. Bereits im Frühjahr 1720 verhüttete Blüher das erste Kupfer aus Altaier Proben. Nach dem Beschluss im Januar 1721, an der Isset ein staatliches Hüttenwerk zu bauen, wurde bereits im Februar der Ort für einen Staudamm bestimmt und mit dem Bau begonnen, so dass im November 1723 am Tag der Heiligen Katharina der Staudamm in Betrieb genommen wurde. Dieser Tag wird als Gründungstag der Stadt Jekaterinburg angesehen. Im Dezember 1722 inspizierte er zusammen mit Georg Wilhelm Henning die Hüttenwerke Akinfi Demidows, mit dem er sich seit 1721 stritt. Mit Hennings Ukas leitete er 1724–1725 das Sibirische Oberbergamt und überwachte den Abschluss der Bauarbeiten in Jekaterinburg.
Im April 1725 wurde Blüher in das Bergkollegium in St. Petersburg berufen, worauf er sich für eine stärkere Kontrolle der Demidow-Werke im Ural einsetzte. 1726 untersuchte er die Silber- und Kupferbergwerke bei Olonez. Er wurde 1728 zum Assessor im Bergkollegium ernannt und arbeitete als Mitglied des Bergkollegiums bis 1731. Er wurde von dem Geologen Franz Benedikt Hermann als eigentlicher Begründer des Bergbaus im Ural angesehen.
Blüher war ein begeisterter Sammler und stellte eine der ersten großen Sammlungen mittelalterlicher russischer Münzen zusammen.